# Julien Loubet
Pour les articles homonymes, voir Loubet.
Julien Loubet, né le 11 janvier 1985 à Toulouse, est un coureur cycliste français. Professionnel pendant dix ans, il porte notamment les couleurs des formations AG2R La Mondiale et Fortuneo-Vital Concept. Son palmarès comprend plusieurs victoires sur des courses inscrites au calendrier de l'UCI. Il s’impose ainsi sur des épreuves comme la semi-classique Paris-Camembert, le Tour du Finistère ou le Tour du Maroc au cours de sa carrière. Il arrête la compétition au premier semestre 2018.

## Biographie

### Débuts cyclistes et carrière amateur
Julien Loubet commence le vélo à 12 ans, d'abord par le VTT puis l'école de cyclisme à Saint-Gaudens. Il rejoint ensuite le pôle espoirs de Toulouse et compte de nombreuses victoires dans les catégories de jeunes. En 2003, il remporte la Classique des Alpes juniors devant Lars Boom et Andy Schleck et le Grand Prix des Nations juniors. Il prend la neuvième place aux championnats du monde du contre-la-montre juniors la même année. En 2004, il devient champion de France espoirs.

### Première carrière professionnelle
En 2005, il passe professionnel avec AG2R Prévoyance. En 2010 il remporte la deuxième étape de la Tropicale Amissa Bongo. Fin 2011, son contrat n'est pas renouvelé et il retourne dans les rangs amateurs après sept années passées dans la formation dirigée par Vincent Lavenu.

### Le retour chez les amateurs
En 2012, il court pour le compte du GSC Blagnac et remporte notamment le Grand Prix de la Tomate à Marmande. L'année suivante, il s'engage à l'US Montauban 82 où il remporte les Championnats de Midi-Pyrénées Élites, disputés à Lauzerte ainsi que cinq autres victoires au cours de l'année.
En 2014, Il retrouve les couleurs du GSC Blagnac Vélo Sport 31. Il s'adjuge le Tour du Maroc, une étape du Tour de Gironde et la troisième place du championnat de France du contre-la-montre amateurs au cours du premier semestre. Ses bonnes performances lui valent d'être sélectionné par le manager de l'Équipe de France de cyclisme pour participer au Tour de l'Ain.

### Seconde carrière professionnelle

#### 2015: Marseille 13 KTM
Julien Loubet revient dans le peloton professionnel français en étant recruté par l'équipe continentale Marseille 13 KTM pour la saison 2015. Offensif lors de l'Étoile de Bessèges en février, il remporte le classement des grimpeurs de cette course avant de s'adjuger le Circuit de l'Essor, épreuve amateur, et de se classer deuxième de la Classic Sud Ardèche. Le 21 mars, il prend la 15e de la Classic Loire-Atlantique puis participe au Critérium International, où il termine  à la 12e place au général. En avril, il remporte Paris-Camembert et le contre-la-montre par équipes du Circuit des Ardennes où il s'adjuge la 2e place du général, derrière son coéquipier Siskevicius. En mai, il prend deux places d'honneur sur des épreuves d'un jour françaises, 8e du GP de la Somme puis 14e du GP de Plumelec. En fin de saison, il est privé de victoire par son futur coéquipier, Eduardo Sepulveda, l'argentin le devançant sur le Tour du Doubs.

#### 2016: Fortuneo-Vital Concept
Au mois d'août 2015, il signe un contrat avec l'équipe continentale professionnelle française Fortuneo-Vital Concept. Il commence sa saison 2016 en Argentine, sur les routes du Tour de San Luis, épaulant Sepulveda, 2e de l'épreuve. Son arrivée chez Fortuneo lui permet de goûter de nouveau aux épreuves World Tour dont Paris-Nice, la Flèche wallonne, Liège-Bastogne-Liège puis le GP de Plouay en fin de saison. Néanmoins, il ne renouvelle pas ses performances de l'année précédente et n'est pas retenu par ses dirigeants pour participer au Tour de France. Il quitte la formation Fortuneo-Vital Concept et s'engage avec l'équipe continentale Armée de terre.

#### 2017: Armée de Terre
Sous ses nouvelles couleurs, il réalise un bon Circuit des Ardennes dont il prend la 9e place au classement général début avril. Une semaine plus tard, il retrouve le chemin de la victoire sur le Tour du Finistère avant de terminer 12e du Tro Bro Leon, remporté par son coéquipier Damien Gaudin. La Bretagne lui réussit en cette saison 2017, fin mai, il conclut le GP de Plumelec à la 13e position puis les Boucles de l'Aulne à la 4e place. Mi-juin, à domicile sur la Route du Sud, il remporte la 1re étape.

#### 2018: Euskadi Basque Country-Murias
Le 3 octobre 2017, la formation Euskadi Basque Country-Murias annonce sa venue en vue de la saison 2018, la structure espagnole postulant au statut d'équipe continentale professionnelle. Finalement, en avril 2018, alors qu'il n'a pas encore couru sous le maillot de sa nouvelle formation, il annonce la fin de sa carrière, avec effet immédiat, pour cause de problèmes familiaux ne lui permettant plus de se consacrer pleinement au cyclisme,.

## Palmarès
| - 2002 - Tour de la Vallée de la Trambouze : - Classement général - 1re (contre-la-montre) et 2e étapes - La Bernaudeau Junior - 2003 - Tour des Pays d’Olliergues et d’Arlanc : - Classement général - 1re étape - Classique des Alpes juniors - Grand Prix des Nations juniors (contre-la-montre) - Ronde des Serres - 1re épreuve du Tour PACA juniors - 2e du championnat de France du contre-la-montre juniors - 9e du championnat du monde du contre-la-montre juniors - 2004 - Champion de France sur route espoirs - Challenge National espoirs - Boucles de Castelloubon - Tour du Béarn - 2e du Circuit de la Nive - 3e du championnat de Midi-Pyrénées sur route - 2005 - Tour des Vallées pyrénéennes - Ronde du Sidobre - 2e du championnat de Midi-Pyrénées sur route - 2008 - 3e du championnat de France sur route - 2009 - 2e de la Route du Sud - 2010 - 2e étape de la Tropicale Amissa Bongo - 3e de la Tropicale Amissa Bongo - 2012 - Tour de Basse-Navarre - Classement général du Trophée de l'Essor - 4e étape du Tour de Tolède - 2e étape du Tour de Tenerife - Grand Prix de la Tomate - 2e du Grand Prix de Puy-l'Évêque - 3e du Grand Prix d'ouverture Pierre Pinel - 3e de la Primevère Montoise - 3e du Tour de Tenerife - 3e du Grand Prix de Saint-Martin-de-Seignanx | - 2013 - Champion de Midi-Pyrénées sur route - Tour du Lot-et-Garonne - Prix de la Municipalité de Puymiclan - Week-end Béarnais : - Classement général - 1re étape - Grand Prix Jésus Mujica - 2e du Grand Prix des Fêtes de Coux-et-Bigaroque - 2e de la Ronde du Queyran - 3e du Grand Prix de Biran - 3e du Grand Prix Christian Fenioux - 2014 - Tour de Basse-Navarre - Trophée de l'Essor : - Classement général - 1re étape - Souvenir Louison-Bobet - Tour du Maroc : - Classement général - 4e et 10e étapes - 4e étape du Tour de Gironde - 2e étape des Quatre Jours des As-en-Provence - 2e étape du Tour de La Réunion - 2e de l'Essor Basque - 2e d'Arbent-Bourg-Arbent - 2e du Tour du Périgord - 2e du championnat de Midi-Pyrénées sur route - 3e du Circuit des Vignes - 3e du championnat de France du contre-la-montre amateurs - 3e des Quatre Jours des As-en-Provence - 2015 - Circuit de l'Essor - Paris-Camembert - 3ea étape du Circuit des Ardennes (contre-la-montre par équipes) - 2e de la Classic Sud Ardèche - 2e du Circuit des Ardennes international - 2e du Tour du Doubs - 2017 - Tour du Finistère - 1re étape de la Route du Sud |  |

## Résultats sur les grands tours

### Tour d'Italie
2 participations
- 2007 : abandon (8e étape)
- 2009 : abandon (8e étape)

### Tour d'Espagne
2 participations
- 2008 : 70e
- 2009 : abandon (18e étape)

## Classements mondiaux
| Année           | 2014 | 2015 |
| --------------- | ---- | ---- |
| UCI Africa Tour | 33e  |      |
| UCI Europe Tour | 844e | 33e  |